# Raúl Eberhard Oyarzun
Raúl Eberhard Oyarzun es un artista visual nacido en 1955 en Valparaíso, Chile.

## Reseña biográfica

### Estudios
Raúl Eberhard Oyarzun estudió Historia e Historia del Arte en la Universidad Católica de Valparaíso. Una vez graduado da clases en DUOC (Santiago de Chile) y posteriormente en INCA CEA, Viña del Mar de Historia del Arte, Estética, Figura Humana y paralelamente participa y dirige como facilitador los talleres de Dinámica de Grupos y Terapia Guestáltica que reconoce como su fundamento ideológico para sus trabajos posteriores.

### Primeros trabajos
En 1982, muestra por primera vez una serie de dibujos en Sala Byrd, en la Plaza del Mulato Gil (Santiago de Chile), en 1987 gana una mención honrosa en Arte Joven,  Muestra de Sala El Farol de la Universidad de Chile de Valparaíso y Fundación Andes lo selecciona para una serie de Monografías.
Gana una Beca de Corporación Amigos del Arte.
Desde 1988 decide dedicarse exclusivamente a pintar
Expone en Galería Sur, Punta del Este, Uruguay, Galería Praxis en Sao Paulo, Galería Rubbers en Buenos Aires y Galería Praxis en Santiago de Chile
Participa en el Museo de Bellas Artes de Santiago en la Exposición de Arte Joven Aquí- Ahora, que posteriormente se traslada a Perú, Colombia, Ecuador.
Entre 1988 y 1989 dirige Sala La Cumbre en Viña del Mar, donde gana el premio de la Crítica por su gestión cultural en la V Región, donde realiza la promoción de Poetas, Músicos y Artistas Plásticos.

### Etapa segunda
En 1989 viaja para radicarse en Madrid, donde trabaja en exclusiva para Sammer Gallery y posteriormente en 1994 se traslada para vivir en Tenerife (España).
Expone en diversas ciudades españolas, Alemania, Francia, Malta, Noruega, etc. Ferias de arte de Chicago, Miami y ARCO en Madrid
Layla Ishi-Kawa, curadora de Telefónica y Curadora para Muestras en América Latina de Fundación Telefónica escribe sobre Eberhard en la Revista Arte al Día,(1990)
Expone en Santiago de Chile en 1992 , Pintores Chilenos en España.
Catherine Coleman, curadora del Museo de Arte Moderno Reina Sofía escribe. "Eberhard: Dentro y Fuera de la Tradición:
```
(1994)..
crea un escenario que permita la reflexión donde insinúa y no exige. Alejándonos de la presión constante del mundo externo
."
```

En 1996 SWATCH España le encarga el Diseño del Espacio para presentar en ARCO su colección de relojes de artistas como Yoko Ono, Sam Francis, Keith Haring, Eduardo Arroyo, etc. Este mismo año a raíz de un encargo comienza a desarrollar diseño de espacios integrales en Tenerife.
En 1997 participa en ARCO, Madrid,  con el Museo de Arte Moderno de la Universidad de Chile, Galería Isabel Aninat y Galería Sur de Punta del Este.
En 1997 Omega le encarga 6 obras en óleo sobre tela con motivo del reloj para el Proyecto Marte, realizado con la NASA, que llamará "Serie sobre el tiempo y el espacio".
Expone en Galería Aritza, Bilbao una muestra colectiva de 3 Pintores.
En el 2000 realiza un Libro-Objeto que se muestra por primera vez en el Museo de Arte Moderno Reina Sofía en Madrid y luego es elegido por Expo-Libri de la Biblioteca Nacional en Madrid para una muestra de libros desde el siglo XVI hasta el siglo XX.
El propio artista habló sobre sus motivaciones artísticas en un fragmento denominado Acerca de lo Común, en su Libro-Objeto:
"Buscamos gestar soportes como ventanas para hablar y crear en ellas, hasta convertirnos por medio de nuestras manifestaciones en lo que nos rodea, y contar interminables veces lo que somos, a modo de eternos espejos que nunca nos satisfacen... es nuestra necesidad común de provocar, observar, inventar(nos), como si la existencia se pudiese contener en un pequeño gesto de tiempo."
Le encargan una escultura instalación llamada "Los papeles de Neruda" con motivo del Centenario del Poeta para Vancouver (Canadá)
Participa en Muestras Colectivas de Artistas Chilenos en Casa de América, Madrid, y en 2004, Museo de América, Imagen de un Centenario, Pintores Chilenos y Españoles ilustran a Neruda.
Es invitado por Fundación Telefónica de Santiago de Chile para una Muestra llamada Pintores Vocacionales.
En 2013, Pedro Celedón, catedrático de la Universidad Católica de Santiago, escribe la presentación de su exposición, Entre-vista a una Luna Llena, en la Universidad de Talca, sede Santiago de Chile:
“Son telas en las que se fue acumulando pintura sobre pintura. Imágenes que se rompen, se destruyen en una sesión de trabajo y se vuelven a hacer en otra. La composición inicial es siempre deshecha, intervenida sucesivamente en su viaje hacia una forma que en un momento habita al cuadro. Quedan allí entonces fragmentos que dan señas de como empezó la aventura, residuos del impulso inicial conviviendo con las huellas de un largo viaje en donde lo diferente se fusiona generando la unidad de lo diverso y que terminan por construir un relato que vive solo dentro de la realidad de la obra.”
Recibe el encargo de la Facultad de Sociología de la Universidad Católica de Santiago (Chile) para realizar una infografía impresa en papel de 110x230 cm. (2013)
Posteriormente la Facultad de Antropología de la misma Universidad le hará un nuevo encargo para otra infografía. (2014).